# Brookhaven (Virginia Occidental)
Brookhaven es un lugar designado por el censo ubicado en el condado de Monongalia en el estado estadounidense de Virginia Occidental. En el Censo de 2010 tenía una población de 5171 habitantes y una densidad poblacional de 215,14 personas por km².

## Geografía
Brookhaven se encuentra ubicado en las coordenadas 39°36′22″N 79°52′59″O / 39.60611, -79.88306. Según la Oficina del Censo de los Estados Unidos, Brookhaven tiene una superficie total de 24.04 km², de la cual 23.9 km² corresponden a tierra firme y (0.57%) 0.14 km² es agua.

## Demografía
Según el censo de 2010, había 5171 personas residiendo en Brookhaven. La densidad de población era de 215,14 hab./km². De los 5171 habitantes, Brookhaven estaba compuesto por el 95.65% blancos, el 1.49% eran afroamericanos, el 0.04% eran amerindios, el 0.81% eran asiáticos, el 0.06% eran isleños del Pacífico, el 0.31% eran de otras razas y el 1.64% pertenecían a dos o más razas. Del total de la población el 0.89% eran hispanos o latinos de cualquier raza.